# Pontogeneia intermedia
Pontogeneia intermedia är en kräftdjursart som beskrevs av Gurjanova 1938. Pontogeneia intermedia ingår i släktet Pontogeneia och familjen Eusiridae. Inga underarter finns listade i Catalogue of Life.